# Galerie na Karlově náměstí
Galerie na Karlově náměstí (1960–1970) sídlila v přízemí domu někdejší Československé strany lidové na Karlově náměstí č. 5 (nyní Palác Charitas, sídlo KDU-ČSL). Roku 1965 se vedoucí výstavní komise stala Ludmila Vachtová. Svým programem, který představoval aktuální tendence českého i světového umění, zařadila Galerii na Karlově náměstí k nejvýraznějším pražským výstavním institucím. Galerie zanikla na počátku normalizace.

## Historie
Galerie, v letech 1957–1960 působící pod názvem Výstavní síň lidové demokracie, spadala pod Svaz československých výtvarných umělců, který její provoz zaštiťoval organizačně i finančně. Jednalo se dvě menší místnosti bez oken, s dřevěným obložením a černobílou dlažbou, vhodný pouze pro komorní výstavy. V letech 1957–1960, kdy zde působil František Dvořák, se zde uskutečnily výstavy české předválečné avantgardy, např.: Grafické dílo Františka Tichého, Emil Filla: Akvarely a kresby (1958). Další výstavy uváděl Jaromír Pečírka (Václav Špála: Kresby a akvarely, 1958) a Luboš M. Hlaváček (Stanislav Menšík, 1958, Krajinářské studie Julia Mařáka, 1959). František Dvořák se postupně začal věnovat i svým současníkům (Krajiny Kamila Lhotáka z let 1955–1958 (1959), Robert Piesen: Obrazy 1957–1958 (1959).
Od března 1960 fungovala výstavní síň pod názvem Galerie na Karlově náměstí. Jiří Šetlík zde poprvé představil na samostatné výstavě Věru Janouškovou a Adrienu Šimotovou (1960) a Vlastu Prachatickou s Daisy Mrázkovou (1961), Miloslav Chlupáč uvedl Bělu Čermákovou. V květnu 1964 uvedl Jaromír Pečírka výstavu obrazů, kreseb a monumentálních děl Jiřího Holého. Poté program galerie postupně upadal až do roku 1964, kdy zde Bohumír Mráz vystavil sochy, kresby a grafiky Karla Nepraše. Celkové zásadní změně provozu výstavních síní předcházela volba nového vedení SČSVU v prosinci roku 1964, kdy se novým předsedou Svazu stal Adolf Hoffmeister a došlo k liberalizaci kultury a ustavení výstavních komisí, které dostaly možnost samostatně koncipovat program výstav.
V dubnu 1965 se vedoucí výstavní komise Galerie na Karlově náměstí stala Ludmila Vachtová a členy komise Jan Koblasa, Jiří Kolář, Bohumír Mráz a Zdeněk Sýkora. Vachtová si program výstav určovala sama a soustředila se na mladé a výrazné výtvarníky, zejména z okruhu geometrické a lyrické abstrakce. Nový program galerie Vachtová zahájila výstavou Františka Kupky (František Kupka: Obrazy, kresby, grafika, 1965), kterému předtím věnovala svou diplomovou práci i obsáhlou monografii (1963, vyšla po průtazích až 1968). Následující výstavu mladých moskevských kinetistů, soustředěným kolem Lva Nusberga, inicioval Dušan Konečný a probíhala paralelně s jejich výstavou v Leningradu. Vachtové se tak podařilo představit zcela aktuální zahraniční tvorbu, což v polovině 60. let bylo zcela výjimečným počinem. Roku 1965 se v galerii uskutečnila i první větší výstava grafik Vladimíra Boudníka. Následovaly monografické výstavy českých výtvarníků, které byly často zároveň jejich autorskou premiérou v Praze (Alena Kučerová, Karel Malich, Běla Kolářová, Hugo Demartini, Daniela Vinopalová, Stanislav Zippe)
Výstavní komise byla o plánu výstav informována, ale nijak do něj nezasahovala. Na organizaci několika výstav spolupracovali Dušan Konečný, Anna Fárová nebo Zdenek Felix. Jednotnou typografickou úpravu jednolistových osmistranných skládaných katalogů měl na starost Jan Kotík. Některé výstavy dokumentovali samotní umělci (Jan Svoboda) nebo externí fotografové Jan Sekera, Václav Chochola a Karel Kuklík. Ludmila Vachtová zároveň řídila prodejní galerii Platýz, kolem které se vytvořil okruh autorů propojených i s výstavní síní na Karlově náměstí – např. Josef Istler, Mikuláš Medek, Libor Fára, Olga Karlíková, Daisy Mrázková, Adriena Šimotová ad. V Platýzu se konala také prodejní výstava nejmladších výtvarníků v nádvoří (tzv. Trh pod plachtou). Pro osobnost Vachtové je charakteristické, že po srpnové okupaci roku 1968 sídlil v Platýzu přechodně výbor Klubu osvobozených politických vězňů Klub 231.
Vachtová jako svou poslední výstavu v Galerii na Karlově náměstí uvedla roku 1969 Stanislava Zippe. Poté, co v následujícím roce vyjednala účast českých umělců na veletrhu umění ve Švýcarsku, byla vyhozena ze zaměstnání a nakonec ji okolnosti přinutily vystěhovat se za svým manželem do Švýcarska. Galerie na Karlově náměstí ještě fungovala do roku 1970 s jinými kurátory a zanikla definitivně roku 1971.

## Výstavy (výběr)
- 1961 Zbyněk Sekal
- 1961 Daisy Mrázková, Vlasta Prachatická: Portréty
- 1963 Čestmír Kafka: Obrazy, monotypy, kresby
- 1964 Karel Nepraš: Plastiky, kresby, grafika
- 1964 Miloslav Hejný: Plastiky a kresby
- 1964 Jiří Holý: Obrazy, kresby, monumentální díla
- 1965 František Kupka: Obrazy, kresby, grafika
- 1965 Moskevské kinetické umění
- 1965 Vladimír Boudník
- 1965 Reinhold Koehler: Dekoláže a kontrakoláže
- 1965/1966 Alena Kučerová: Grafika
- 1966 Josef Istler: Insinuace
- 1966 Karel Malich: Plastiky, reliéfy, grafiky
- 1966 Eduard Ovčáček
- 1966 Karel Trinkewitz
- 1966 Daniela Vinopalová: Plastiky
- 1966 Frank J. Malina: Kinetické objekty
- 1966 Mira Haberernová: Obrazy a kresby
- 1966 Zdeněk Pešánek: Světelné plastiky
- 1966 Jiří Anderle: Grafické cykly
- 1966 Běla Kolářová
- 1966/1967 Hugo Demartini
- 1967 Zbyšek Sion
- 1967 Armando Pizzinato
- 1967 Stano Filko: Obydlí skutečnosti – současnosti
- 1967 Miloš Urbásek: Témata a variace
- 1967 Libor David: Obrazy, sochy
- 1967 Terry Haass
- 1967 Anatolij Lvovič Kaplan: Litografie
- 1967 Jaroslav Malina, Jan Schmid
- 1967 Libor Fára: Hrací stoly 66/67
- 1967/1968 Ludmila Jiřincová: Obrazy
- 1968 Kamil Linhart
- 1968 Ladislav Čepelák: Kresby, akvatinty
- 1968 Kamil Lhoták: Malé obrazy 1964–1968
- 1968 Antonín Málek: Obrazy a kresby 1964–1968
- 1968 Miloslav Cicvárek: Obrazy, diagramy
- 1968 Maksymilian Kasprowicz: Obrazy
- 1968 Jan Svoboda: Fotografie
- 1968 Ján Mudroch: Kresby
- 1969 Erich Reischke
- 1969 Josef Šimůnek: Iterace a znamení
- 1969 Karel Vaňura: Obrazy
- 1969 Erhard Stöbe
- 1969 Jindřich Kovařík: Grafika, obrazy
- 1969 Stanislav Zippe: Kinetické objekty
- 1969 Jenny Hladíková: Tapiserie, Grafika
- 1970 Zbyšek Sion: obrazy
- 1970 Ladislav Novák: Orbis pictus